# الیویه داکو
الیویه داکو (به فرانسوی: Olivier Dacourt) بازیکن فوتبال و مدافع اهل فرانسه است که از سال ۲۰۰۱ تا ۲۰۰۴ میلادی عضو تیم ملی فوتبال فرانسه بوده‌است. وی در ۲۱ بازی ملی حضور داشته است و در بازی‌های ملی‌اش ۱ گل به ثمر رساند.